# لاولاو
لاولاو که در تونگا با نام های لو، در فیجی و ساموآ پولاسَمی و در جزایر کوک به نام روکاو شناخته می‌شود، یک غذای پلینزی است که از برگ‌های تارو پخته‌شده حاوی مواد پرکننده‌ای مانند گوشت خوک، ماهی یا خامهٔ نارگیل تشکیل شده است. در هاوایی قدیم لاولاو با استفاده از چند برگ و قرار دادن چند تکهٔ ماهی و گوشت خوک در میانهٔ آن آماده می‌شد. در دوران مدرن، این غذا از برگ‌های تارو، پروانه‌ماهی شور و یا گوشت خوک، گاو یا مرغ تشکیل می‌شود و معمولاً روی اجاق بخارپز می‌شود. لاولاو یک غذای معمولی برای بشقاب نهار است و معمولاً همراه با برنج و سالاد ماکارونی سرو می‌شود. 
در آماده‌سازی سنتی، انتهای برگ لوا تا می‌شود و دوباره در برگ پیچیده می‌شود. پس از آماده‌شدن، تمام لاولاو در یک اجاق زیرزمینی به نام ایمو یا کالوئا قرار می گیرد. سنگ‌های داغ روی ظرف قرار می‌گیرند و با برگ‌های موز پوشانده می‌شوند و دوباره دفن می‌شوند. چند ساعت بعد لاولاو آماده خوردن است.

## همچنین ببینید
- رول کلم